# 光化公主
光化公主隋文帝宗室女，隋朝和亲公主。
591年，吐谷浑可汗世伏遣使到隋和亲，隋文帝将光化公主嫁给吐谷浑可汗世伏。世伏表示要称呼光化公主为“天后”，但隋文帝不同意。 
597年，吐谷渾内乱，世伏被杀，其弟伏允继位。按照吐谷渾习俗，光化公主再嫁世伏弟伏允。